# Atomic Summer
Atomic Summer (Originaltitel L’Été nucléaire) ist ein Katastrophenfilm von Gaël Lépingle, der am 11. Mai 2022 in die französischen Kinos kam. Der Film erzählt von fünf Freunden, die nach einer nuklearen Katastrophe in der Gefahrenzone festsitzen und zeigt sie in den ersten 24 Stunden nach dem Vorfall.

## Handlung
Victor ist beim Joggen und hört dabei Musik. Erst als er die Kopfhörer aus seinen Ohren zieht, nimmt er die Sirene wahr. Im nahe gelegenen Kernkraftwerk in Nogent-sur-Seine ist es zu einem Zwischenfall gekommen. Als er auf seine Freunde aus Kindertagen, Djamila, Louis, Cédric und Tiffany, stößt, deren Auto kaputt gegangen ist, versteht er schnell, dass sie es nicht schaffen werden, sich schnell genug aus der Gefahrenzone zu retten. Sie versuchen nicht zu Fuß zu entkommen, sondern verstecken sich auf einem Bauernhof, der von den Besitzern verlassen wurde. Im Fernsehen verfolgen sie die Nachrichten, in denen nach und nach die Wahrheit über den Vorfall ans Licht kommt.

## Produktion
Regie führte Gaël Lépingle, der gemeinsam mit Pierre Chosson auch das Drehbuch schrieb.
Shaïn Boumedine ist in der Hauptrolle von Victor zu sehen. Weitere Rollen wurden mit Carmen Kassovitz als Djamila, Théo Augier als Louis, Constantin Vidal als Cédric und Manon Valentin als Tiffany besetzt. Während Boumedine bereits in den Filmen Mektoub, My Love: Canto Uno und Mektoub, My Love: Intermezzo in Hauptrollen zu sehen war, handelt es sich für Kassovitz, Augier, Valentin und Vidal um ihre ersten Rollen in einem Film überhaupt.
Eine erste Vorstellung erfolgte Mitte Oktober 2020 beim Pingyao International Film Festival. Die Europapremiere erfolgte im November 2020 beim Europäischen Filmfestival in Sevilla, wo der Film in der Sektion Extraordinary Stories nominiert war. Am 11. Mai 2022 soll der Film in die französischen Kinos kommen. Die internationalen Vertriebsrechte liegen bei Le Pacte. Deutschlandpremiere war am 16. Februar 2021 im Internet.

## Kritik
Volker Schönenberger schreibt in seiner ausführlichen Filmkritik, „Atomic Summer“ falle weniger spektakulär aus als der deutsche Katastrophenfilm Die Wolke von  2006,  entfalte aber ebenfalls eine bedrückende Wirkung. Die betont ruhige Inszenierung verleihe dem Film eine Seriosität, die ihn zu einem willkommenen Diskussionsbeitrag in der wieder auflebenden Debatte um Atomkraft in Zeiten der Energiekrise mache.
Der französische Filmjournalist Fabien Lemercier schreibt dem Film eine insgesamt sehr positive Kritik. Gaël Lépingle, von Haus aus Dokumentarfilmer, biete in seinem Film mit seinem effektiven Minimalismus einen ziemlich kompletten Überblick – zugleich dokumentarisch und romantisch – über eine Ausnahmesituation „im Schatten einer drohenden weißen Rauchwolke aus den hohen Schornsteinen des Kraftwerks.“

## Auszeichnungen
Pingyao International Film Festival 2020
- Nominierung für den People’s Choice Award (Gaël Lépingle)